# Předlice
Předlice (německy Predlitz) je část statutárního a krajského města Ústí nad Labem v České republice, spadající pod městský obvod Ústí nad Labem-město. Nachází se na západě města a jeho katastrální území se rozkládá na 4,2 km².
Čtvrť lze rozdělit do tří částí. Nejvýchodněji leží takzvané Nové Předlice, které jsou označovány jako sociálně vyloučená lokalita. Nachází se zde průmyslové objekty, řadové a bytové domy, které jsou často ve špatném stavu. Centrem je Školní náměstí a vedle stojící kostel svatého Josefa. Východněji se nachází Staré Předlice, které si zachovaly charakter příměstské vesnice. Středem je náměstí Prokopa Velikého. Severněji je takzvaná Kolonie, což jsou převážně rodinné domy. Ta přímo sousedí s novou průmyslovou zónou Předlice-Sever. Jako Předlice někdy bývá označováno celé průmyslově využívané území západně od Spolchemie a Klíše, avšak katastrálně patří pouze část k Předlicím.

## Název
V první písemné zmínce se objevuje označení "in Prziedlicz", později se přešlo na zakončení pro množné číslo -ice. Toto slovo odkazuje na předlici, neboli přadlenu. Zároveň v polštině znamená předměstí, případně latinský název "Preslice pagus" značí kolík, župu či hradovou obec. Do roku 1925 se využíval německá název "Prödlitz", následně bylo okresním úřadem nařízeno používání názvu "Predlitz".

## Historie

### Počátky a středověk
Dle archeologických nálezů byla oblast Předlic osídlená nepřetržitě již od dob mladší doby kamenné. Přesný rok založení obce není znám. První písemná zmínka pochází z roku 1389. V roce 1169 věnoval český král Vladislav II. řádu Johanitů území na úpatí Střížovického vrchu a vzhledem k tomu, že tento řád zde vlastnil rozsáhlá území, domnívají se historikové, že právě oni založili Předlice. Podle nich o tom také svědčí vznik farnosti Kolč v oblasti Předlic, Hrbovic a Českého Újezdu. Centrem této farnosti byl kostel, na jehož základech byl později postaven kostel sv. Vavřince, jež byl zbourán ke konci 60. let 20. století. Vlastnictví Johanitů dosvědčuje také řada smluv o pronájmu či prodeji vesnice, například nájemní smlouva z roku 1403 markraběte Viléma z Míšně, jež byla nakonec neúspěšná kvůli odporu místních či kupní smlouva s Annou z Koldic, což byla vdova po vlastníku panství v Krupce. Ta už byla úspěšná, avšak vlastnictví trvalo pouze do konce života Anny, poté se Předlice navrací Johanitům.

### Husitské války a novověk
Období husitských válek přímo zasáhlo Předlice a to při nedaleké bitvě Na Běhání. V ní proti sobě bojovala vojska křižáků a husitů, kdy kališníci vyhráli. Prchající křižáci se chtěli ukrýt v Předlicích, avšak husité celou ves obklíčili a vypálili. V 30. letech 15. století získává husitský hejtman Jakoubek z Vřesovic hrad Kyšperk s panstvím, do kterého tehdy spadaly Předlice. O tom, jak se pod toto panství Předlice dostaly, nejsou záznamy. Po smrti Jakoubka z Vřesovic je panství rozděleno a ves připadá nejstaršímu synovi Jaroslavovi. V letech 1507 až 1523 Předlice vlastní opět řád Johanitů, který ho následně prodává Mikuláši Jaroslavu Kelblovi z Gejsinku, který zároveň odkoupil nedaleké vesnice Libov a Radešín. V této době se objevuje dělení Předlic na Horní (Staré) a Dolní (Nové). Po smrti Mikuláše Jaroslava ves přešla na jeho synovce Vladislava a Adama, kteří jakožto němečtí protestanti šířili svou víru i na zdejším území. Následkem toho byl vyhnán katolický farář kostela sv. Vavřince a nahrazen povolaným protestantským knězem. Po smrti nejprve Vladislava a následně Adama Předlice vlastnili v různých podílech členové rodiny Kelblů následně i vzdálená větev rodu. V letech 1616 až 1618 byl přestavěn a ve stejném stylu saské renesance vybaven místní kostel sv. Vavřince.
Důsledkem prohrané bitvy na Bílé Hoře roku 1620 byli nuceni Kelblové jakožto protestanti svůj majetek prodat a emigrovat. Předlice byly rozprodány samostatně Horní a Dolní novým pánům. Opět se pak spojili až v 90. letech 17. století. Roku 1704 Předlice získává jako dědictví své ženy Vratislav z Mitrovic. V 50. letech 18. století Předlice zužovala Sedmiletá válka, kdy se nedaleké Ústí prohlásilo za pevnost a vojska obou armád požadovala zásoby právě od Předlic. Rod Vratislava z Mitrovic nechal roku 1766 postavit trojkřídlí barokní zámeček. V roce 1791 byly Předlice vlivem velkého zadlužení prodány Fridrichu Moritzovi Nostitzovi (počeštěně Bedřichu Morici Nosticovi), který je připojil ke svému trmickému panství a vybudoval silnici spojující obě sídla.

### Období průmyslové revoluce
V roce 1803 bylo nalezeno hnědé uhlí na území Předlic a následně další ložisko uhlí vhodné k těžbě roku 1821. Rozvoj obce však zůstával malý a výrazné změny přinesl až rok 1848, kdy byla zrušena robota a obec získala samosprávu. Též narůstala těžba uhlí a hrabě Nostic zřídil v Předlickém zámečku ředitelství všech svých dolů. Nastal prudký nárůst počtu obyvatel a postupně se měnil charakter celé dosud převážně zemědělské obce. K rozvoji obce pomohl i průmysl v blízkém Ústí nad Labem, v němž pracovala řada nových občanů Předlic. Do jinak německého prostředí se i díky pracovním příležitostem přistěhovala řada Čechů z vnitrozemí, kteří později utvořili silnou českou menšinu v Předlicích.

### Přelom 19. a 20. století

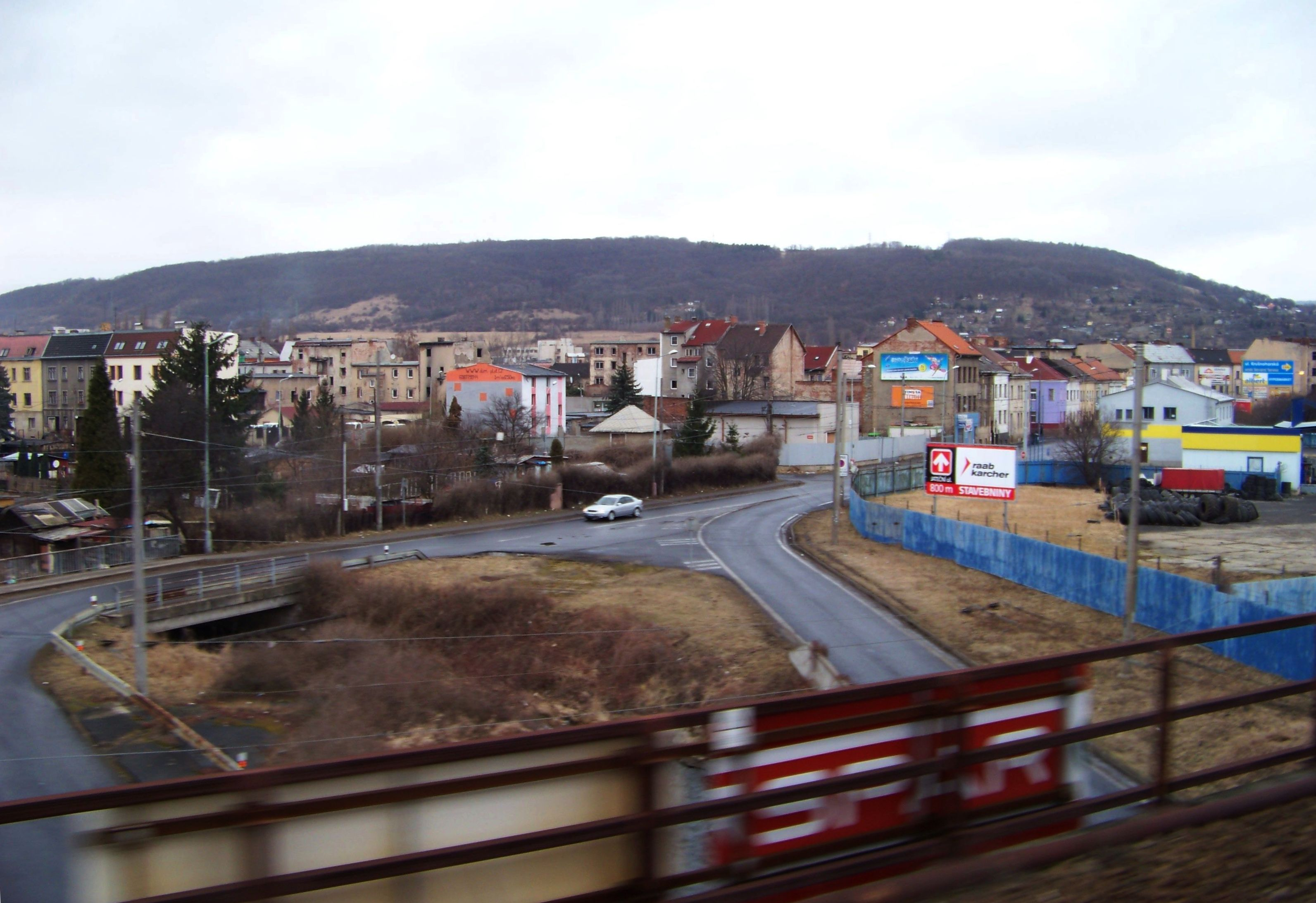
Pohled na Nové Předlice z trati, v pozadí Střížovický vrch

Díky převážně dělnickému obyvatelstvu měla zde od 90. let 19. století silný vliv sociálnědemokratická strana, v pozdějších dobách těž komunisti. Roku 1897 byla otevřena nová škola, v roce 1899 sem byla zavedena tramvajová trať z Ústí a roku 1901 otevřena pošta. Celkově získávaly především Nové Předlice městský ráz díky nové zástavbě. Další nárůst na začátku 20. století byl způsoben stavbou řady průmyslových podniků na pomezí Předlic s Ústím v nové průmyslové čtvrti.
V roce 1902 fungoval v katastrálním území Předlic důl Anton provozovaný Antonem Schubertem. O pět let později v něm pracovalo 45 zaměstnanců. Dalším dolem u Předlic býval Delius (roku 1930 mimo provoz).
Po vyhlášení první republiky zde byla otevřena česká škola, po které místní česká menšina toužila již v dřívějších dobách a které nebylo tehdy přáno. Silný vliv zůstával sociálnědemokratickým stranám a sjednoceným německým a českým komunistům. Ti se snažili řešit bytovou nouzi a vysokou nezaměstnanost v 20. letech různými sociálními programy. Ty však byly nákladné a zvyšoval se dluh obce. Zároveň byl roku 1924 postaven městský vodovod, roku 1926 takzvaný Lidový dům, který byl centrem místního dělnictva a v roce 1929 začala stavba pouliční dráhy do Chabařovic. Koncem 20. let se také objevují přejmenováním ulice Marxova a Leninova. Začátkem 30. let opět začal stoupat počet nezaměstnaných a městské zastupitelstvo bylo nuceno situaci řešit. Vyplácelo tak sociální dávky, zadávalo různé práce a postavilo dva městské domy. Již dříve obtížná finanční situace se začala značně zhoršovat a vrcholila nepotvrzením funkce starosty zvolenému Josefu Mytinovi ministerstvem vnitra. Okresním úřadem tak byl jmenován jiný starosta. Ve volbách roku 1934 byl komunista Josef Mytina opět zvolen starostou, na což zemský úřad v Praze reagoval rozpuštěním místního zastupitelstva a správu Předlic svěřil komisaři jmenovaném vládou. Tento stav se udržel až do připojení Předlic k Ústí nad Labem roku 1939.

### Poválečný vývoj
Po druhé světové válce bylo, stejně jako jinde, vysídleno původní německé obyvatelstvo a přišli noví obyvatelé. Kromě kostela sv. Vavřince, který byl zbourán ke konci 60. let, potkal stejný osud i barokní zámeček roku 1979. V období normalizace neprobíhal v Předlicích téměř žádný rozvoj, dle tehdejších plánů se měla většina obyvatel kvůli nevyhovujícímu životnímu prostředí v oblasti přestěhovat do jiných částí města a čtvrť měla být využita pouze pro průmysl. V 70. letech se také přistěhovali první Romové z likvidovaných východoslovenských osad. V 80. letech se většina původních obyvatel stěhuje na nová sídliště s lepšími podmínkami pro bydlení a do Předlic přicházejí další Romové. V 90. letech byla většina domů a bytů zprivatizována a situace se zhoršuje vinou neúměrně vysokých nájmů, lichvy, spekulací a postupného vybydlování domů. Objevují se snahy zlepšit situaci ve čtvrti, například místostarosta centrálního obvodu, pod který Předlice spadají, v roce 2015 navrhl přeměnit čtvrť na rekreační zónu k nedalekému jezeru Milada. Kromě místních spolků zde působí i nezisková organizace Člověk v tísni.

## Přírodní poměry
Předlice spadají pod geomorfologický celek Mostecké pánve. S tím souvisí výskyt hnědého uhlí na území čtvrti a v okolí. Severně se nachází výběžek Českého Středohoří v podobě čedičového Střížovického vrchu. Jihozápadně se nachází jezero Milada, což je původně hnědouhelný povrchový důl zatopený začátkem 21. století. Protékají zde Podhořský potok, který se na začátku Starých Předlic vlévá do Ždírnického potoka, který má v této části čtvrti umělé koryto, dále pokračuje do Nových Předlic a nedaleko v Trmicích se vlévá do Bíliny.

## Obyvatelstvo
Při sčítání lidu v roce 1921 zde žilo 5 396 obyvatel (z toho 2 695 mužů), z nichž bylo 1 563 Čechoslováků, 3 657 Němců, pět Židů, jedenáct příslušníků jiné národnosti a 160 cizinců. Většina se hlásila k římskokatolické církvi, ale 258 lidí patřilo k evangelickým církvím, šestnáct k církvi československé, dvanáct k církvi izraelské, sedmnáct k jiným nezjišťovaným církvím a 940 jich bylo bez vyznání. Podle sčítání lidu z roku 1930 měla vesnice 5 404 obyvatel: 1 886 Čechoslováků, 3 406 Němců, dva příslušníky jiné národnosti a 110 cizinců. Stále převažovala římskokatolická většina, ale žilo zde také 397 evangelíků, 54 členů církve československé, jedenáct židů, devatenáct příslušníků jiných církví a 1 198 lidí bez vyznání.
| Rok            | 1869 | 1880 | 1890 | 1900 | 1910 | 1921 | 1930 | 1950 | 1961 | 1970 | 1980 | 1991 | 2001 | 2011 |
| -------------- | ---- | ---- | ---- | ---- | ---- | ---- | ---- | ---- | ---- | ---- | ---- | ---- | ---- | ---- |
| Počet obyvatel | 643  | 683  | 927  | 3260 | 4625 | 5396 | 5404 | 3094 | 3975 | 2761 | 2148 | 1145 | 1573 | 1776 |
| Počet domů     | 63   | 72   | 78   | 144  | 206  | 236  | 328  | 420  | –    | 344  | 314  | 253  | 286  | 316  |

### Náboženské vyznání
V Předlicích se nachází římskokatolická farnost s farním kostelem sv. Josefa, která spadá pod ústecký vikariát litoměřické diecéze.

## Hospodářství

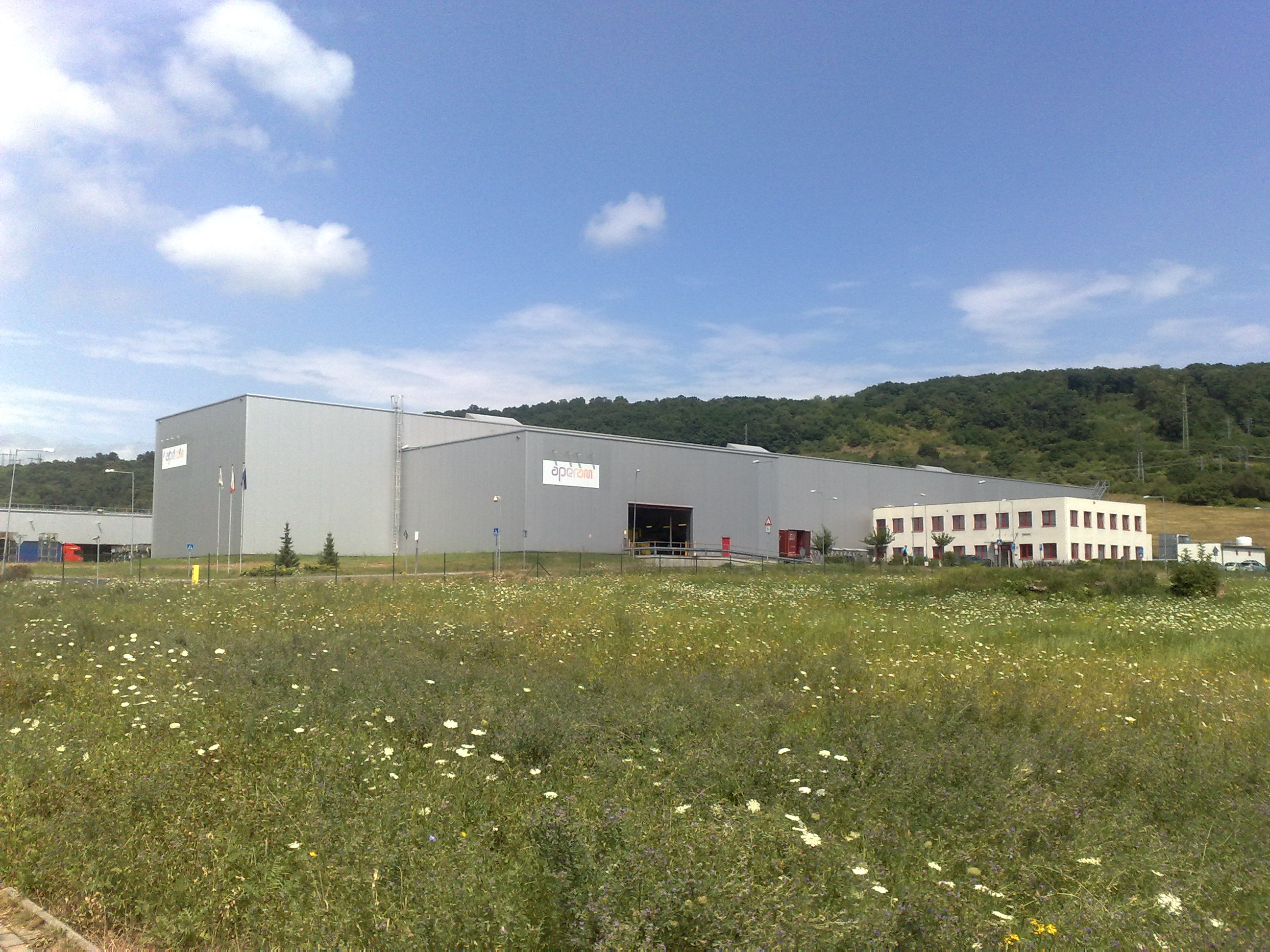
Jeden z objektů v nové průmyslové zóně Severní Předlice – Aperam Stainless Services & Solutions Tubes CZ

V Předlicích se nachází několik průmyslových zón. Nejvýchodněji se nachází průmyslová zóna, která katastrálně spadá i pod samotné Ústí nad Labem a vedlejší čtvrť Klíši. Ta zanikla na přelomu 19. a 20. století, po revoluci se zde kromě výroby objevily i velkoobchody a sklady. V Předlické části se v roce 2018 nacházely objekty těchto společností:
- Dopravní podnik města Ústí nad Labem – depo
- Elte – výroba a distribuce techniky pro různé rozvody[25]
- Finosa – velkoobchod s alkoholem, tabákem, cukrovinkami [26]
- Geco – distribuce tabáku a loterijních lístků[27]
- Chemopharma – již nefungující, dříve výroba zdravotnických potřeb[28]
- Izolace Beran – výroba, dodávka a montáž zateplovacích systémů[29]
- Technovit – výroba acetylenových lahví[30]
- Pro-doma stavebniny[31]
- Stavmat stavebniny[32]

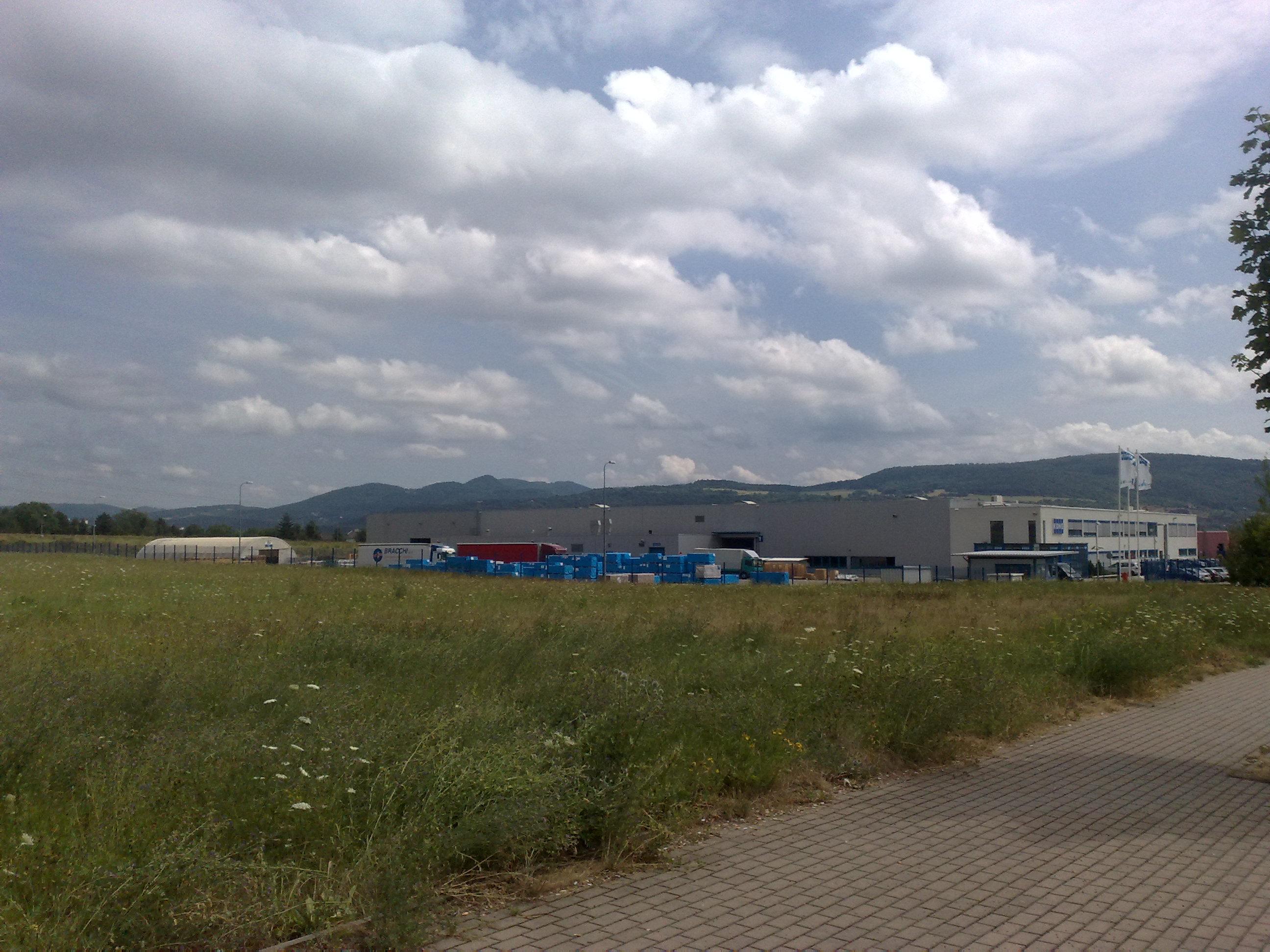
KONE Industrial v Předlicích

Novou průmyslovou zónou jsou Severní Předlice. Ta byla vytvořena za účelem snížení nezaměstnanosti ve městě v bezprostředním sousedství dálnice D8. Nachází se zde nejen výrobní haly, ale i velkoobchody a spediční společnosti. V roce 2018 zde působily firmy:
- Aperam Stainless Services & Solutions Tubes CZ – kovovýroba pro automobilový průmysl[34]
- Activa spol. – kancelářské potřeby[35]
- Bohemian cargo – spediční služby[36]
- Ecofol – velkoobchod obalových materiálů a hygienických prostředků[37]
- Česká pošta – depo pro Ústí nad Labem[38]
- KONE Industrial – výroba výtahů a zdvihacích zařízení[39]
- Schenker spol. s.r.o. - česká pobočka DB Schenker, spediční služby[40]

Potenciální průmyslovou zónou je oblast Jižních Předlic.

## Doprava

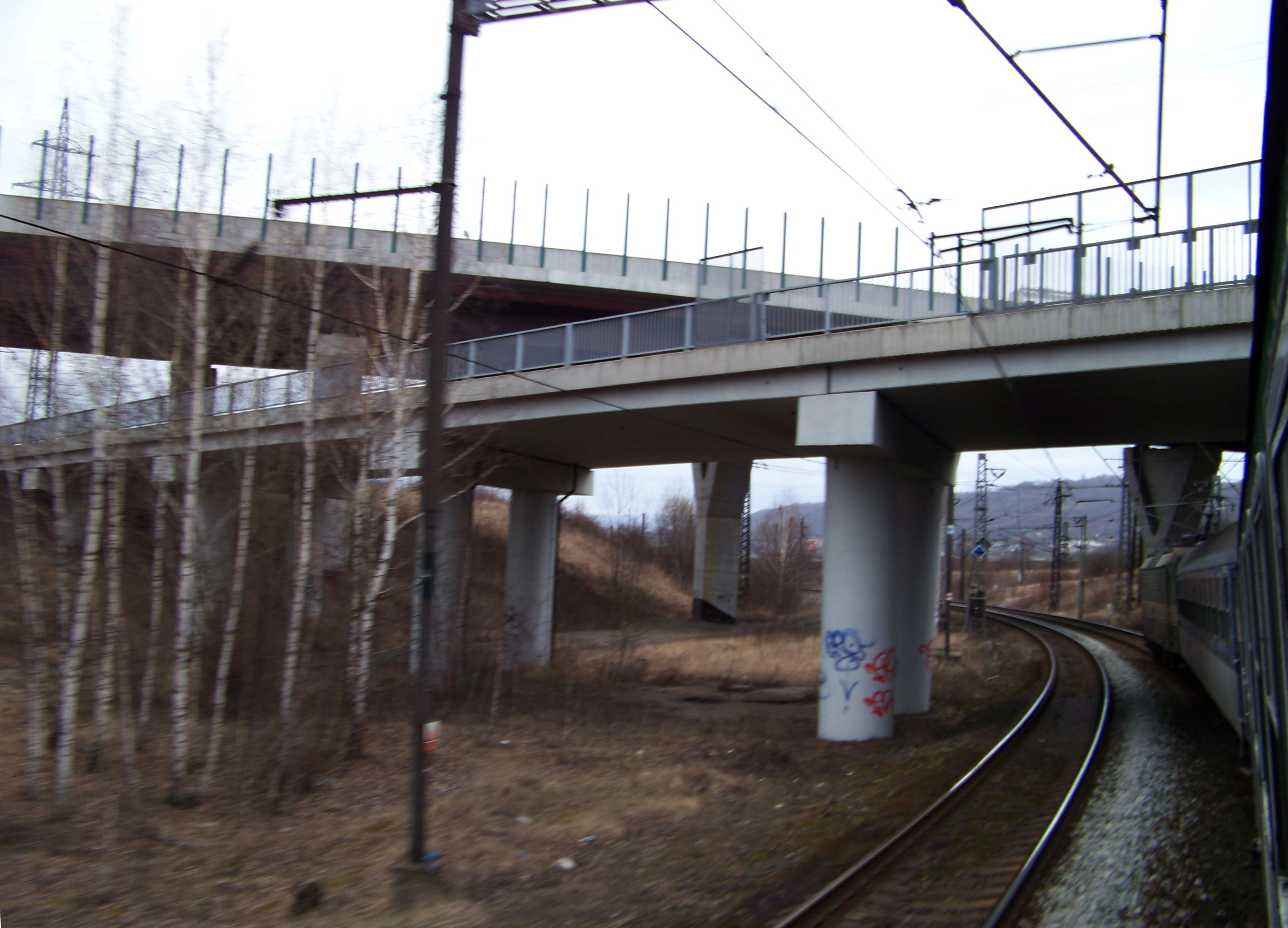
Mimoúrovňové křížení Dálnice D8 s ulicí Jana Roháče vedoucí do Trmic a železniční tratí Ústí nad Labem–Bílina

Čtvrtí prochází silnice 253 II. třídy která vede na jihu do vedlejších Trmic, na západě do Chabařovic a dále až do Dubí. Na konci Starých Předlic je tato komunikace překlenuta mostem dálnice D8, která zde má sjezd k nové průmyslové zóně. Ulice Tovární spojuje Předlice s centrem města a Jateční se sousední čtvrtí Klíší.
Hromadná doprava je zajišťována dopravním podnikem města Ústí nad Labem a to trolejbus linky 61 a autobusy linek 2, 3, 7, 9, 17, 18, 23 a 27. V noci to jsou linky 41 a 42. Dopravní podnik zde má svou vozovnu. V minulostí zde vedla městská elektrická dráha z Ústí do Chabařovic a Trmic. Čtvrtí projíždí také meziměstské autobusy linek 450, 451, 454, 456, 457, 458 a 801 integrovaného systému Dopravy Ústeckého kraje. 
Prochází zde dvě tratě. Jsou jimi železniční trať Ústí nad Labem – Chomutov a Ústí nad Labem–Bílina, obě dvoukolejné a elektrifikované. Předlice ani na jedné svou vlastní zastávku nemají, nejbližšími jsou Ústí nad Labem-západ a nádraží v Trmicích. Do průmyslové zóny na východě vede železniční vlečka.

## Pamětihodnosti
- Kostel svatého Josefa – eklektická (neorománská a neogotická) stavba z roku 1906. Původně měl mít kostel i věž.[45]
- Přilehlá neogotická fara
- Socha svatého Jana Nepomuckého – pískovcová socha v životní velikosti z roku 1722[46], původně umístěna ve Starých Předlicích, následně přemístěna ke kostelu.[47]

## Osobnosti
- Miroslav Moc – politik, šéfredaktor Rudého práva
- Václav Sedláček – pekař, spolu s Janem Opletalem oběť demonstrace z 28. října 1939